# أسبانيا في القلب
إسبانيا في القلب: نشيد إلى أمجاد الشعب في الحرب هو ديوان شعر للشاعر التشيلي الحائز على جائزة نوبل بابلو نيرودا، يعرض فيه أهوال الحرب الأهلية الإسبانية، كما يعبّر عن موقفه المؤيد للجمهوريين. في هذا الكتاب يُظهر نيرودا وجهه كشاعر مناضل ومثالي.

## إسبانيا في القلب(مقتطف)
وفي صباحٍ ما، كان كل شيء يحترق،
وفي صباحٍ ما، كانت النيران
تنبثق من الأرض
تلتهم البشر (...)
كانت تأتي من السماء لقتل الأطفال،
وفي الشوارع، كان دم الأطفال
يجري ببساطة، كدم الأطفال (...)
تعالوا لتروا الدم في الشوارع،
تعالوا لتروا
الدم في الشوارع،
تعالوا لتروا الدم
في الشوارع!

## النشر
تعود الطبعة الأولى إلى منشورات إرسيا في سانتياغو دي تشيلي سنة 1937. وقد أُعيد طبعها لأول مرة في إسبانيا من قبل مفوضية جيش الشرق – الإصدارات الأدبية، وذلك في طبعة أولى (طُبعت في دير مونتسيرات سنة 1938) تضم 500 نسخة مرقمة، ثم في طبعة ثانية (1939) غير مرقمة تضم 1500 نسخة.
ووفقًا لـ"ملاحظة المؤلف" في نهاية هذه الطبعة، فإن هذا "النشيد إلى أمجاد الشعب في الحرب" يشكّل جزءًا من المجلد الثالث من «الإقامة على الأرض».
تُعد طبعة عام 1938 من أندر أعمال نيرودا، إذ لم يبقَ منها سوى ست نسخ فقط: نسخة في مكتبة الكونغرس الأميركي في واشنطن العاصمة، وأخرى في مكتبة دير مونتسيرات، ونسخة في مكتبة كاتالونيا، ونسختان في مكتبة جامعة برشلونة، ونسخة واحدة لدى جامع مقتنيات خاص في المكسيك. ومع ذلك، يُحتمل أن تكون الطبعة الثانية الصادرة عام 1939 أكثر ندرة. النسخة التي جرى نشرها بشكل افتراضي في المكتبة الافتراضية ميغيل دي ثيربانتس تعود إلى هذه الطبعة.

## الهيكل
يتكوّن الكتاب من 23 قصيدة متفاوتة الطول.
1. النداء
2. القصف الجوي
3. اللعنة
4. إسبانيا الفقيرة بسبب الأغنياء
5. التقاليد
6. مدريد (1936)
7. أشرح بعض الأشياء
8. القادة الخونة
9. نشيد إلى أمهات المقاتلين المقتولين
10. كيف كانت إسبانيا
11. وصول الفرقة الدولية إلى مدريد
12. معركة نهر خراما
13. ألميريا
14. الأراضي المهانة
15. سانخورخو في الجحيم
16. مولا في الجحيم
17. النقابات في الجبهة
18. نشيد على بعض الأنقاض
19. نصر أسلحة الشعب
20. منظر طبيعي بعد معركة
21. مناهضو الدبابات
22. مدريد (1937)
23. نشيد شمسي لجيش الشعب